# Panagiōtīs Toundas
Panagiōtīs Toundas (Παναγιώτης Τούντας; Smirne, 1886 – Atene, 23 maggio 1942) è stato un musicista, compositore e produttore discografico greco.

## Biografia
È nato a Smirne nel 1886, durante l'amministrazione ottomana, da una famiglia benestante che gli ha dato l'opportunità di dedicarsi totalmente alla musica fin da giovane.
Ha frequentato la Smyrneiki Estudiantina, la prestigiosa scuola musicale di Smirne dove si formavano i migliori orchestrali dell'Asia Minore partecipando a vari gruppi di musicisti con i quali ha effettuato numerose tournée all'estero esibendosi in paesi in cui erano insediate delle comunità etniche greche come Egitto, Etiopia, Grecia continentale e altri.
Dopo la dissoluzione dell'impero ottomano alla quale sono seguiti nel 1922 episodi violenti contro la comunità greca di Smirne da parte della milizie nazionaliste turche, Panagiotis Toundas si trasferì definitivamente ad Atene dove, nei primi anni, ha suonato il mandolino come orchestrale in vari locali.
Successivamente, nel 1924, assunse la direzione della filiale di Atene dell'Odeon organizzando una produzione discografica per la prima volta in Grecia e da questa posizione ha poi collaborato anche con quasi tutte le altre case discografiche in Grecia.
Nel 1931 fu nominato direttore artistico della casa discografica His Master's Voice dove rimase fino al 1940.
I brani incisi su disco in questo lungo periodo sono circa 350 e sono stati interpretati dai più celebri cantanti dell'epoca del genere rebetiko 
tra i quali Rita Abatzi, Roza Eskenazi, Marika Frantzeskopoulou, Kostas Nouros, Stellakis Perpiniadis, Kostas Roukounas e numerosi altri.
Molte delle canzoni da lui composte sono state riscoperte e riportate alla ribalta postume negli anni '70 e vengono tuttora
eseguite da cantanti contemporanei.